# Johnny Edwards
John Douglas Edwards, detto Johnny (Louisville, ...), è un cantante statunitense che ha militato in band quali Montrose, King Kobra e Foreigner.

## Carriera
Nel 1984 Johnny Edwards fonda la band Buster Brown. Pochi anni dopo viene chiamato, insieme al batterista del gruppo James Kottak, a suonare nei Montrose per l'album Mean del 1987. Successivamente entra per un breve periodo nei King Kobra. Nel 1991 riceve l'offerta di unirsi ai Wild Horses dal suo amico James Kottak, tuttavia rifiuta per entrare nei celebri Foreigner rimasti orfani del cantante Lou Gramm.
Con Foreigner, Edwards registra un solo album, Unusual Heat, che non riesce a ottenere l'apprezzamento di pubblico e critica. Lascia la band solo un anno dopo in seguito al ritorno di Lou Gramm.

## Discografia

### Solista
- Not Tonight, 1984
- Dealing with It, 1985

### Con i Buster Brown
- Lound and Clear (1984)
- Sign of Victory (1985)

### Con i Montrose
- Mean (1987)
- The Very Best of Montrose (2000)

### Con i King Kobra
- King Kobra III (1988)

### Con i Foreigner
- Unusual Heat (1991)

### Con Paul Shortino/JK Northrup
- Afterlife (2004)